# 5-Bromuracil
5-Bromuracil (5-BrU oder 5-BU) ist eine heterocyclische organische Verbindung mit einem Pyrimidingrundgerüst. Es ist ein Derivat der Nukleinbase Uracil mit einem zusätzlichen Brom in Position 5. Es wirkt als Antimetabolit oder Basenanalogon, es dient dabei als Ersatz für Thymin in der DNA und kann DNA-Mutationen in der gleichen Weise wie 2-Aminopurin und 5-Chloruracil erzeugen. Es wird vor allem als experimentelles Mutagen verwendet.
Mit Desoxyribose bildet es das Nucleosid 5-Bromdesoxyuridin.
Mit Ribose bildet es das Nucleosid 5-Bromuridin.
Bei der DNA-Replikation werden diese Basenanaloga in die DNA mit eingebaut. In diesem Fall wird das Thymin durch das Bromuracil ersetzt, so dass es nun zur Basenpaarung Adenin–5-Bromuracil kommt.

## Eigenschaften
5-Bromuracil ist tautomer, so dass unterschiedliche Eigenschaften bezüglich der Basenpaarung vorliegen. Die Ketoform (links) ist komplementär zu Adenin und kann daher in die DNA während der Replikation eingebaut werden. Die Enolform (rechts) ist komplementär zu Guanin. Sie tritt im Vergleich zu Thymin häufiger auf. Dies bedeutet, dass 5-Bromuracil in der DNA entweder dem Adenin oder Guanin gegenübersteht. Die Formen wechseln häufiger, so dass sich die Basenpaarungseigenschaften jederzeit ändern können.
Aus dem A–T-Basenpaar der DNA wird nach der Replikation ein G–C-Basenpaar. Kommt es nach einer solchen Veränderung zu einer Replikation der DNA, so kann eine Mutation die Folge sein. Diese Änderungen können sich nach einer Reihe von Replikationszyklen stets wiederholen, je nachdem ob 5-Bromuracil im DNA-Molekül in der Keto- oder Enolform vorliegt: aus einem A–T-Paar wird ein G–C-Paar oder aus G–C ein A–T. Aus 5-Bromuracil kann durch milde Hydrolyse 5-Hydroxyuracil erzeugt werden.